# Theodor Schmalenbach

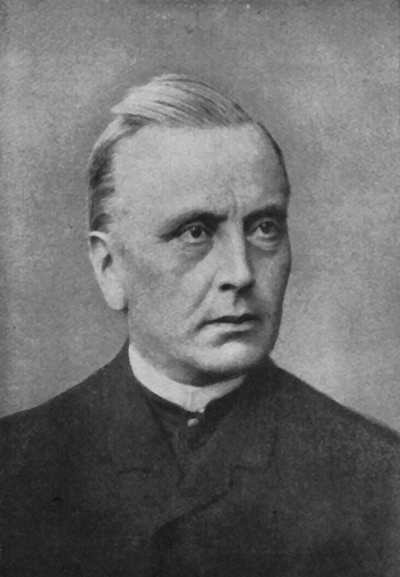
Superintendent Theodor Schmalenbach

Theodor Schmalenbach (* 10. September 1831 in Herscheid; † 7. Februar 1901 in Gadderbaum-Bethel, heute Bielefeld) war ein deutscher evangelisch-lutherischer Pfarrer und berühmter Erweckungsprediger. Er war verheiratet mit Marie Schmalenbach (geb. Huhold).

## Leben
Theodor Schmalenbach entstammt einer wohlhabenden bürgerlichen Familie. Er war der Sohn des Gastwirts und Posthalters Peter Moritz Schmalenbach. In der Kreisstadt Altena besuchte er eine weiterführende Schule. Während dieser Zeit wohnte er bei seinem älteren Bruder, der dort im Schuldienst angestellt war. Ab 1848 besuchte er ein Dortmunder Gymnasium, das er im Herbst 1850 mit dem Abiturzeugnis verließ.
Im gleichen Jahr begann er in Halle (Saale) sein Theologiestudium. Nach drei Semestern wechselte er nach Berlin über, setzte dort ein Jahr lang seine Studien fort und absolvierte schließlich noch ein sechstes Semester in Bonn. Seine prägenden Lehrer waren August Tholuck und Ernst Wilhelm Hengstenberg. 1853 legte er sein erstes theologisches Examen in Münster ab und ging anschließend als Lehrer an eine Privatschule in Preußisch Oldendorf. Hier bekam er erste unmittelbare Kontakte zur Minden-Ravensberger Erweckungsbewegung, die seit etwa zwei Jahrzehnten das religiöse Leben in dieser Region zunehmend prägte, und lernte auch seine spätere Frau kennen, Marie Huhold, die Tochter des ersten Superintendenten des Kirchenkreises Vlotho, Ferdinand Huhold. Nach der Heirat am 22. Januar 1857 wurden dem jungen Paar in den ersten sieben Ehejahren fünf Kinder geboren, ein Junge, der bereits wenige Wochen nach der Geburt starb, und vier Mädchen.
Nach achtjähriger Tätigkeit an St. Simeonis in Minden wurde Schmalenbach 1863 eine Pfarrstelle im Dorf Mennighüffen bei Löhne übertragen. Trotz mehrerer Berufungen in größere Gemeinden blieb er hier bis zu seiner Pensionierung 1899, seit 1885 auch als nebenamtlicher Superintendent des Kirchenkreises Herford.
Wegen eines Gehirnleidens arbeitsunfähig, starb er 1901 in den Bodelschwinghschen Anstalten Bethel. Er wurde am 11. Februar auf dem Kreuzfriedhof in Mennighüffen beerdigt.

## Werk und Wirkung
Schmalenbach muss als Prediger eine tiefgreifende, nachhaltige Wirkung auf seine Zuhörer ausgeübt haben. Marie Huhold notiert 1854 in ihrem Tagebuch, nachdem sie ihn zum ersten Mal gehört hat: „Er redete gewaltig, oder vielmehr: das Wort Gottes war gewaltig in seiner Rede.  ... Tief und mächtig war der Eindruck, den die Predigt auf mich machte. Ich war ganz gebeugt und doch auch wieder erhoben.“
In Mennighüffen stieg nach 1863 die Zahl der Gottesdienstbesucher stark an, die Sitzplätze reichten bald nicht mehr aus; dicht gedrängt standen die Menschen auch in den Gängen und zwischen den Bankreihen. Schmalenbach meinte, diese Überfüllung habe auch ihre gute Seite, denn wenn in der Kirche jemand ohnmächtig werde, könne er wenigstens nicht umfallen.
Wie in seinen Predigten versuchte er auch bei anderen Gelegenheiten, seine Pfarrkinder ganz persönlich seelsorgerlich anzusprechen. Das geschah vor allem bei Kranken- und sonstigen Hausbesuchen, aber auch bei zufälligen Begegnungen auf der Straße. Er erinnerte seine Gesprächspartner gern daran, dass man als Frucht ihres Glaubens eine Veränderung ihrer Lebensführung und eine Verbesserung ihres Verhältnisses zu den Mitmenschen erkennen müsse. Solche Unterredungen schloss er oft mit einem aufmunternden und zugleich mahnenden „Bessere dich!“.
Schmalenbach war als Prediger nicht nur im minden-ravensbergischen Raum gefragt. Er erhielt Einladungen aus vielen Orten Nord- und Westdeutschlands. So predigte er z. B. auf Missionsfesten in Bückeburg, in Altena, in Elberfeld und Barmen, dem Sitz der Rheinischen Mission, in Warburg, Marburg, Wiesbaden, in mehreren Orten Ostfrieslands, Schleswig-Holsteins und Mecklenburgs, in Braunschweig, in Magdeburg und beim Chinafest der Berliner Mission.
Als Hilfsprediger in Minden gab Schmalenbach bereits ein Sonntagsblatt heraus. Inhalt und Aufbau seines kleinen Blättchens ähnelten stark dem Evangelischen Monatsblatt für Westfalen, für das Schmalenbach auch schon während seiner Mindener Zeit Beiträge lieferte. Dieses Monatsblatt, bei den Lesern wegen der Farbe seines Umschlags auch „blaues Heft“ oder „blaues Buch“ genannt, wurde das auflagenstärkste Presseerzeugnis im ostwestfälischen Raum, und in manchen Landgemeinden fehlte es in kaum einem Hause.

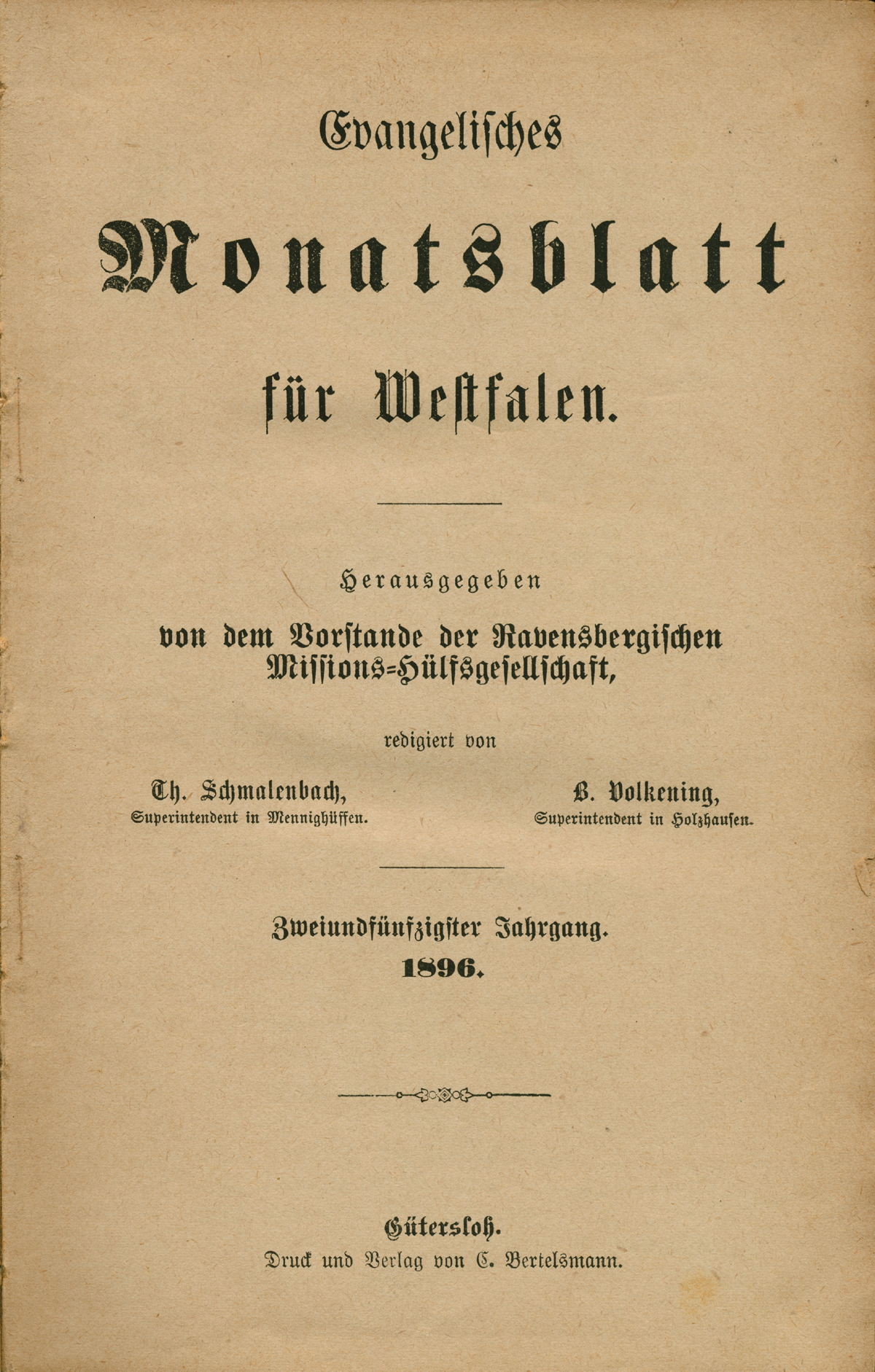
Evangelisches Monatsblatt für Westfalen. Titelseite Januar 1896

Im September 1856 veröffentlichte das „Evangelische Monatsblatt“ zum ersten Mal eine Predigt Schmalenbachs. Er lieferte dann Jahr für Jahr weitere Predigten; bis zu seinem Lebensende etwa hundert. Darüber hinaus begann er im März 1860 eine große Artikelserie über Luthers Katechismus. Fast fünf Jahre lang – bis zum Dezember 1864 – führte er die Leser durch die fünf Hauptstücke des Katechismus und verfasste auf diese Weise eine Art Grundkurs des christlichen Glaubens für seine Zeit. Im folgenden Jahr wurde die Artikelserie als Buch herausgegeben.
1863 – im Jahre seiner Berufung nach Mennighüffen – wurde Schmalenbach als einer der fähigsten und fleißigsten Autoren in den Kreis der Herausgeber und Redakteure des Monatsblattes aufgenommen und leitete zusammen mit Johann Heinrich Volkening und Pastor Gottlieb Schroeder aus Bünde die Zeitschrift.
Von 1874 bis 1881 lieferte Schmalenbach für das Monatsblatt erbauliche Beiträge unter dem Titel „Eine stille halbe Stunde“. 1885 gab Heinrich Bertelsmann die Sammlung der Andachten unter dem Titel Stille halbe Stunden in zwei Bänden heraus. Das Werk erlebte mehrere Neuauflagen.
Auf Veranlassung seines ehemaligen Lehrers Hengstenberg übernahm er in Zusammenarbeit mit dem Gütersloher Pastor Theodor Braun und dem Pastor in Schildesche, Karl Siebold, die Bearbeitung des „Hausbuches“, eines Andachtsbuches mit täglichen Andachten für das ganze Jahr. Im November 1868 war es fertiggestellt und wurde beim Evangelischen Bücherverein in Berlin herausgegeben. Das Buch wurde ein verlegerischer Erfolg; im Jahr 1894 erlebte es seine 13. Auflage.
1873 erschien Schmalenbachs umfassender Bericht über die „Innere Mission in Westfalen“.
Schließlich verfasste er den zweiten Teil des kleinen Gebetbuches Rogate, dann eine kurze Lebensbeschreibung des alten Valentin, seines Freundes aus Todtenhausen. Seine letzte größere publizistische Arbeit galt seinem Lehrer Hengstenberg. Schmalenbach schrieb den dritten Band der Biographie Hengstenbergs, weil der Autor der beiden ersten Teile, Johannes Bachmann, nach deren Vollendung starb. 1892 lag das Werk fertig vor.
Nach Schmalenbachs Tod wurden zwei Sammlungen seiner Predigten herausgegeben: die erste von seiner Witwe im Jahre 1902, eine zweite 1939 von Arthur Dehmel, dem späteren Superintendenten des Kirchenkreises Vlotho.
Schon als junger Pfarrer war Schmalenbach Mitglied der westfälischen Provinzial-Synode und gehörte ihr bis zu seiner Emeritierung an. 1884 wählte die Provinzial-Synode ihn in die General-Synode der altpreußischen Landeskirche, wo er seit 1891 in den Synodalrat gewählt wurde, von 1892 bis 1894 außerdem in die Agenden-Kommission, die die neue preußische Agende von 1894 vorbereitete und deren Vorsitzender Schmalenbach später wurde.
Schmalenbach war nach Volkenings Ausscheiden aus dem Pfarramt nicht nur der führende Geistliche der Erweckungsbewegung in Minden-Ravensberg, sondern von 1872 bis 1899 auch der Vorsitzende einer politischen Partei, nämlich der Christlich-Konservativen Partei Minden-Ravensbergs.
Am 6. Dezember 1897 wurde er mit einigen anderen Geistlichen vom Kaiserpaar zu einer Abendgesellschaft nach Potsdam eingeladen. Seine Berichterstattung über dieses außergewöhnliche Ereignis fiel sehr knapp aus: „Ich habe mich sehr gefreut.“
Im Januar 1897 verlieh ihm der Kaiser den Roten Adlerorden.

## Schriften (Auswahl)
- Altes und Neues aus und nach dem kleinen Catechismus Lutheri, Eisleben 1865 (Digitalisat )
- Die innere Mission in Westfalen, Gütersloh 1873 (Digitalisat )
- Stille halbe Stunden, Gütersloh 1886 (Digitalisat )
- Ernst Wilhelm Hengstenberg. Sein Leben und Wirken nach gedruckten und ungedruckten Quellen dargestellt, Dritter Band, Gütersloh 1892 (Digitalisat )
- Siehe, ich verkündige euch große Freude. Ausgewählte Evangelienpredigten, neu hrsg. v. Artur Dehmel, Gütersloh 1940.